# Bomberman: Panic Bomber
Bomberman: Panic Bomber (ボンバーマン ぱにっくボンバー?, Bonbāman: Panikku Bonbā) è un videogioco rompicapo del 1994 basato sulla serie di Bomberman, il quale è sviluppato da 8ing e pubblicato da Hudson Soft su PC Engine Super CD-ROM². 8ing stessa lo converte per la piattaforma arcade Neo Geo e per le console Super Famicom e Virtual Boy; queste ultime versioni sono conosciute come Sūpā Bonbāman: Panikku Bonbā W (スーパーボンバーマン ぱにっくボンバーW?) e Tobidase! Pani Bon (とびだせ!ぱにボン?) (in Nord America semplicemente come Panic Bomber). Riverhillsoft invece lo porta per gli home computer Sharp X68000 ed FM Towns.

## Modalità di gioco
L'obiettivo di Bomberman: Panic Bomber è far perdere l'avversario riempiendo il suo campo di oggetti fino al limite superiore. Questo si ottiene facendo esplodere catene di bombe, che spargono detriti inutili sul campo avversario. Le bombe si ottengono facendo sparire catene di tre blocchi identici, verticalmente, orizzontalmente o diagonalmente. Liberare il campo a catena fornirà un numero maggiore di bombe e una caratteristica unica e che le bombe stesse possono essere fatte esplodere solo con un'esplosione di una bomba accesa, che cade dall'alto dello schermo di tanto in tanto. 
Anche tattiche come quante bombe immagazzinare e quando farle detonare sono importanti e, poiché le bombe sono anche unità, se ne vengono impilate troppe, possono riempire il campo e causare l'autodistruzione. Il "Deca Bomb Meter" si accumula gradualmente in base al numero di bombe eliminate e ai risultati della catena. Quando è pieno, cadrà una "Deca Bomb", la quale rimuove una grande quantità di detriti dal campo di gioco e causerà un bel po' di problemi all'avversario.
Quando vengono attaccati, i "Kogebon" emergeranno dal fondo dello schermo. Il punto chiave è che sono in file, poiché la forma del campo non cambia, quindi la formazione a catena del giocatore non verrà interrotta. Tuttavia, per eliminarli, deve colpirli con una bomba o farli catturare da una Deca Bomb. Se le bombe sono ben disposte e hanno un'elevata potenza di fuoco, l'equilibrio è tale che un gran numero di Kogebon può essere eliminato contemporaneamente con poche bombe.

## Accoglienza
In Giappone, la rivista Game Machine elencò Bomberman: Panic Bomber nel numero del 1º marzo 1995 come la diciassettesima unità arcade di maggior successo del mese.
Al momento dell'uscita, Famitsū ha assegnato alla versione Super Famicom un punteggio di 22 su 40, mentre a quella Virtual Boy 20 su 40. I quattro recensori di Electronic Gaming Monthly hanno dato alla versione Neo Geo un punteggio di 7 su 10, descrivendola come un clone di Tetris decente seppur non eccezionale, con un recensore che ha commentato "Questo genere è così inondato che è difficile trovare un'angolazione unica, e non ce n'è una per Panic Bomber'". Gli altri tre sostenevano che il gioco "avesse abbastanza originalità da renderlo autonomo". GamePro ha osservato che il gameplay e la grafica sono troppo semplici per giustificare la presenza del gioco sul potente Neo Geo, ma ne ha elogiato le meccaniche di gioco e la natura avvincente, concludendo: "Per una console rinomata per i picchiaduro, Panic Bomber è una presenza rinfrescante".
Recensendo la versione per Virtual Boy, un critico di Next Generation ha affermato che, sebbene il gioco in sé sia "decente" e "avvincente", è poco adatto a questa console, poiché non sfrutta le capacità 3D ed è meno divertente da giocare senza i colori per distinguere i diversi pezzi. Gli ha assegnato due stelle su cinque. GamePro, al contrario, ha affermato che il gioco "spinge il motore di Virtual Boy al massimo", pur ammettendo che gli effetti 3D sono "un po' timidi". Il recensore ha elogiato il gameplay come "avvincente quanto Zoop o Tetris".